# Notre-Dame-de-la-Nativité (Malay)

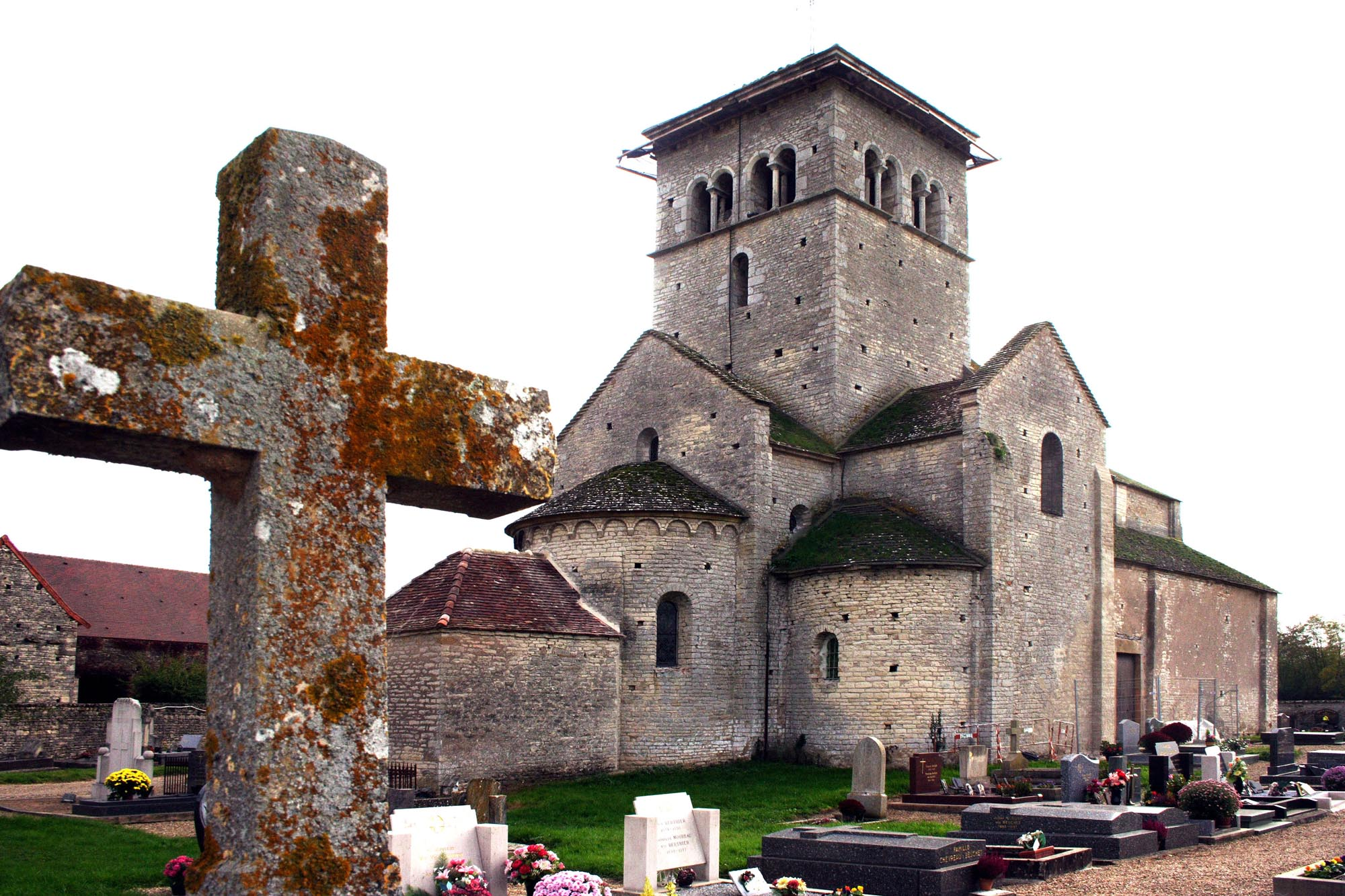
Die Kirche von Nordosten

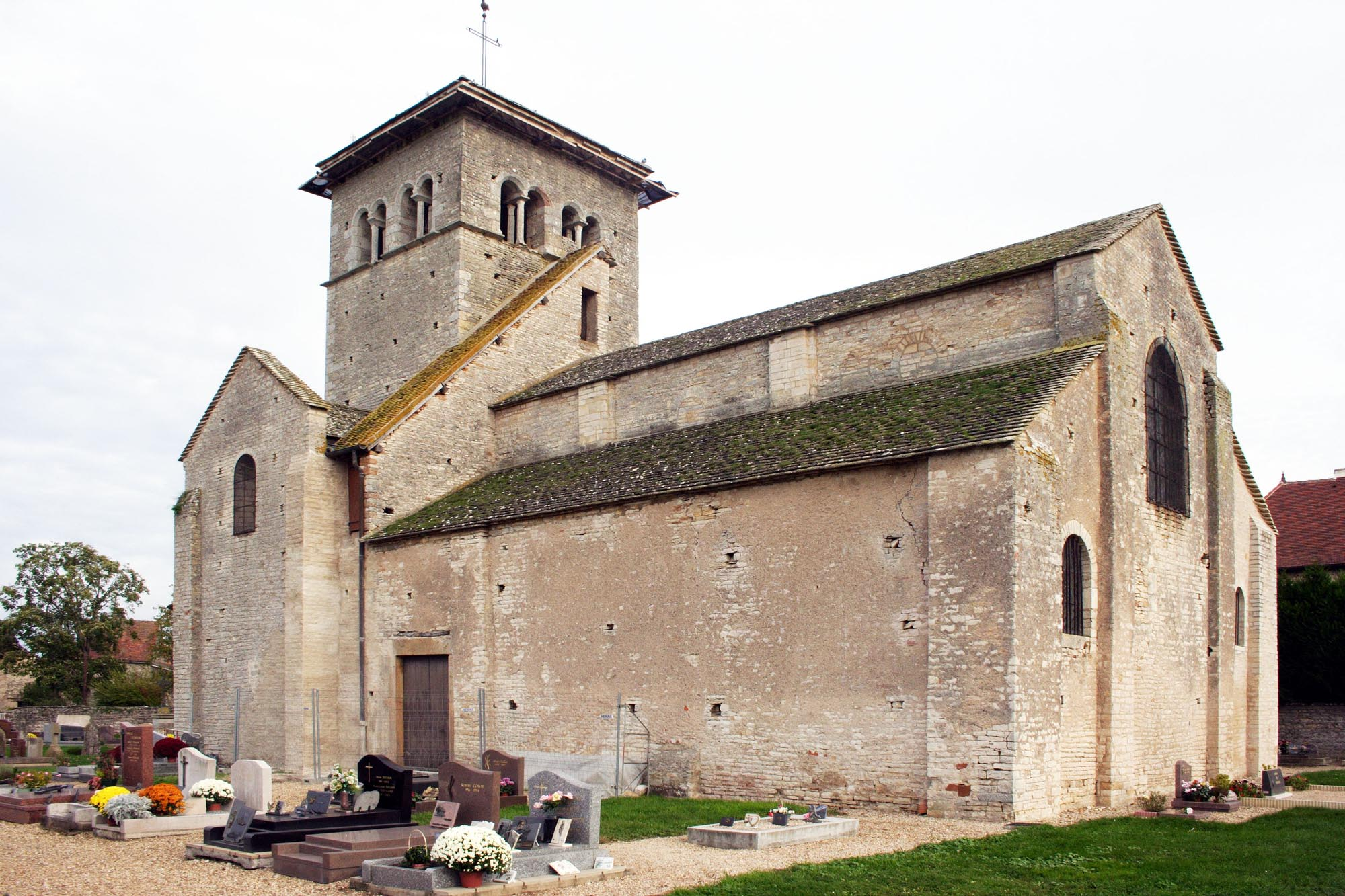
Die Kirche von Südwesten

Die Kirche Notre-Dame-de-la-Nativité (Mariä Geburt) ist eine romanische Pfarrkirche in der Gemeinde Malay im Département Saône-et-Loire in der Region Burgund (Frankreich), die im 11. Jahrhundert errichtet wurde.

## Geschichte
Die Kirche Notre-Dame-de-la-Nativité in Malay wurde 1095 erstmals urkundlich erwähnt. Die Ostteile der Kirche mit Chor, Querhaus und Vierung entstanden Ende des 11. Jahrhunderts. Erst Mitte des 12. Jahrhunderts wurde das dreischiffige Langhaus errichtet. Danach erfolgte der Bau des Glockenturms.

## Architektur
Das Priorat des Klosters Cluny wurde festungsartig ausgebaut, wovon heute noch die Fluchtpforte aus dem 13. Jahrhundert zeugt. Der Westeingang wurde zugemauert und das Fenster im 15. Jahrhundert an der Fassade durchgebrochen.
Im 19. Jahrhundert baute man die Sakristei an die Apsis an und errichtete eine Turmtreppe. Der abgebrannte Kirchturm erhielt 1931 ein Steindach.